# 孝子站 (庆尚北道)
孝子站（：／ Hyoja yeok */?）是槐東線沿線的一座鐵路車站，位於韓國庆尚北道浦项市南区孝谷洞。過去曾隸屬於東海線。

## 历史
- 1927年7月15日，落成使用。
- 2016年12月30日，编入东海本线，迁至距起点站（釜山镇站）138.5公里处[1][2]。
- 2021年12月28日，编入槐东线，迁至距起点站（扶助站）5.3公里处。

## 相鄰車站
韓國鐵道公社
槐東線
扶助－孝子－槐東